# Федак Василь Васильович
Василь Васильович Федак (угор. Fedák László, 15 вересня 1911, Унгвар, Австро-Угорщина — 20 жовтня 1991, Ужгород, Україна) — колишній чехословацький футболіст, згодом — радянський футбольний тренер. Грав на позиції воротаря. Срібний призер (1935) та дворазовий абсолютний чемпіон Словаччини (1933, 1936). Спортивний журналіст і спортивний діяч.

## Клубна кар'єра
Навчався в Ужгородській народній школі, а з 1921 року — в місцевій гімназії, де розпочав свій шлях у футбол. У юнацькі роки грав в команді спортклубу «Русь» (Ужгород), але у 1930 році вже захищав кольори її основного складу. «Русь» тоді виступала у словацькій групі другої ліги першості Чехословаччини. Ця команда з його участю у 1933 році стала чемпіоном, у 1935 році — срібним призером, а у 1936 році — знову абсолютним чемпіоном першості тодішньої Словаччини з футболу і Підкарпатської Русі, виграла стикові ігри і завоювала право участі у вищій лізі чехословацького футболу.

## Кар'єра тренера та спортивного діяча
Вже у кінці 1936 — початку 1937 року в Ужгороді їм було зорганізовано підлітковий футбол, що з часом нараховував 120 осіб. Було створено чотири дитячі та юнацькі групи, у яких 2 рази на тиждень проводилися тренувальні заняття, влаштовувалися товариські, а згодом й календарні матчі з іншими дитячими та юнацькими командами міста. Саме з них розпочала свою футбольну кар'єру ціла плеяда футболістів, які вже в той час прославили Закарпаття далеко за межами краю і Чехословаччини, а згодом у першостях Угорщини, радянської України та Радянського Союзу. З часом він став одним з найвідоміших футбольних фахівців краю і тому після війни вибір кандидатури на посаду першого голови новоутвореного обласного комітету в справах фізичної культури і спорту при Народній раді Закарпатської України цілком логічно випав на нього (1945–1946). Паралельно з цим він був одним з ініціаторів створення нової команди «Спартак» (Ужгород). Історія закарпатського радянського футболу бере свій початок саме з цього року, від часу проведення першого чемпіонату області та першої повоєнної республіканської спартакіади, на якій завдяки насамперед його вмілому керівництву та досвіду в організації спортивної роботи Збірна Закарпаття з футболу виборола перше місце. Облспортком він очолював до грудня 1946 року. Тоді рука сталінського режиму досягла і Василя Васильовича. Його безпідставно звільнили з посади, а згодом заарештували і звинуватили в антирадянській націоналістичній діяльності. 18 грудня 1948 року Закарпатським обласним судом був засуджений на 25 років виправно-трудових робіт і відправлений в особливий табір № 5, що був створений на Колимі, у Магаданській області РСФР. В часи хрущовської відлиги, в березні 1956 року він був достроково звільнений і поспіль, до виходу на заслужений відпочинок протягом багатьох років працював тренером ДЮСШ клубу «Спартак» (Ужгород) та групи підготовки при команді майстрів (1956–1971). 20 лютого 1992 року був посмертно реабілітований. Життєвий шлях Василя Федака віддзеркалює становлення і розвиток фізичної культури та спорту на Закарпатті впродовж шістьох десятиріч. Серед його вихованців чимало відомих футболістів, зокрема, заслужені майстри спорту Михайло Михалина та Стефан Решко.

## Досягнення

### Командні трофеї
- Срібний призер першості Словаччини (1): 1935
- Чемпіон Словаччини (2): 1933, 1936
- Червоний прапор Республіканського комітету фізкультури та спорту при Раднаркомі УРСР (1): (1945)